# النهر الأحمر الجنوبي
النهر الأحمر (بالإنجليزية: Red River، باللغة الكادو: Bah'hatteno) كما يُعرف باسم النهر الأحمر الجنوبي هو نهر رئيسي يقع في جنوب الولايات المتحدة. ويرجع أصل تسميته نسبةً إلى الطبقات الحمراء التي يتميز بها المستجمع المائي لهذا النهر، وهو واحد من عدة أنهار يحمل هذا الاسم. وعلى الرغم من أنه كان في السابق أحد روافد نهر المسيسيبي، إلَّا أن النهر الأحمر أصبح الآن رافداً من روافد نهر أتشافاليا، وهو بدوره فرع دلتا لنهر المسيسيبي الذي يتدفق بصورة منفصلة إلى خليج المكسيك. يرتبط بنهر المسيسيبي بواسطة نظام هيكل التحكم في النهر القديم.
شكَّلت الضفة الجنوبية للنهر الأحمر جزءاً من الحدود الأمريكية المكسيكية خلال الفترة الممتدة من التوقيع على معاهدة آدمز-أونيس التي دخلت حيز التنفيذ عام 1821 حتى ضم جمهورية تكساس إلى الولايات المتحدة والتوقيع على معاهدة غوادالوبي هيدالغو.
النهر الأحمر هو ثاني أكبر حوض نهري في السهول العظمى الجنوبية. يرتفع النهر في فرعين اثنين في المنطقة المشكلة للمقاطعات الواقعة أقصى شمال ولاية تكساس، ويتدفق باتجاه الشرق مشكلاً الحدود الفاصلة ما بين ولايتي تكساس وأوكلاهوما. وكذلك يشكل قسماً صغيراً من الحدود الفاصلة بين تكساس وولاية أركنساس قبل دخوله إلى أركنساس ليتجه صوب الجنوب بالقرب من بلدة فولتون بولاية أركنساس، وليجري بعدها باتجاه ولاية لويزيانا حيث يتدفق مشكلاً نهر أتشافاليا.

## أعلام
- جوزيه إس. جونستون
- توماس غرين

## وصلات خارجية
- راندولف مارسي، «استكشاف النهر الأحمر» (1852)، بوابة تاريخ تكساس (بالإنجليزية)
- نظام المسح الجيولوجي الأمريكي للمعلومات الجغرافية: النهر الأحمر